# Sandokan – Der Tiger von Malaysia
Sandokan – Der Tiger von Malaysia ist eine Minifernsehserie aus dem Jahr 1976 nach Abenteuer-Romanen von Emilio Salgari. Sie handelt von dem malaysischen Piraten Sandokan, der sich der britischen Kolonisierung durch James Brooke, den ersten Weißen Raja von Sarawak, widersetzt.

## Handlung
Im 19. Jahrhundert kämpft Sandokan, der letzte Überlebende einer Herrscherfamilie, im Gebiet des heutigen Malaysia als Pirat mit seinen Getreuen gegen die Briten, insbesondere gegen den skrupellosen James Brooke, der für die Ermordung seiner Familie verantwortlich ist. Sandokan führt auf der Insel Mompracem ein Leben als Pirat und kämpft gegen die Kolonialherren. Sein treuer Gefährte ist der Portugiese Yanez de Gomera. Aufgrund seiner Liebe zu Marianna, der Nichte des Vertreters der Ostindischen Handelskompanie, Lord Guillonk, läuft Sandokan mehrmals Gefahr, von den Briten gestellt zu werden. Nach einigen erfolglosen Versuchen, Marianna – mit ihrer Einwilligung – zu entführen, gelingt es schließlich. Sie heiraten und leben ein Jahr lang glücklich zusammen, und es schließen sich Sandokan immer mehr Menschen an. Dann bricht die Cholera auf Mompracem aus und rafft einen Großteil der Bevölkerung dahin. Bald darauf, bei einem Angriff der Briten,  wird die Insel erobert und Marianna stirbt. Sandokan gelingt mit Yanez de Gomera die Flucht und er segelt weiter als Pirat.

## Episoden

### Die Eroberer
Im 19. Jahrhundert dient die Ostindische Handelskompanie als Wegbereiter für die Eingliederung Malaysias ins britische Empire. Mit den teils verfeindeten Fürstentümern und Sultanaten dieses Landes hat die Handelskompanie leichtes Spiel. Männern wie James Brooke, dem so genannten »weißen Maharadscha von Sarawak«, sind alle Mittel recht, um die Interessen der Krone zu sichern. Unter anderem veranlasst Brooke die Entführung eines minderjährigen Prinzen, um dessen Vormund, den Fürsten von Selangor, zum Abschluss eines Vertrags zu nötigen, mit dem dieser 80 Prozent aller Rohstoffquellen seines Landes an die Briten abtreten soll. Mit seinen Hilfstruppen aus Sepoy-Soldaten und Dajaken-Kopfjägern geht Brooke gnadenlos gegen die Piraten in den malaiischen Gewässern vor. Sein Hauptfeind ist Sandokan, ein Pirat, genannt »der Tiger von Malaysia«. Er ist der Nachkomme eines Sultans. Sandokans gesamte Familie wurde vor seinen Augen von Attentätern niedergemetzelt, die von den Engländern bestochen worden waren. Nur er, damals noch ein Kind, hat überlebt. Sandokan ist einer derjenigen, die sich der Kolonialisierung hartnäckig widersetzen. Die uneinnehmbare Insel Mompracem dient ihm als Basis. Die tapfersten Männer aus den Ländern am Indischen Ozean sind bereit, ihr Leben für den ebenso ehrenhaften wie charismatischen Anführer zu lassen. Sandokans bester Freund ist Yanez de Gomera, ein kultivierter, intelligenter und listenreicher Abenteurer aus einer der vornehmsten Adelsfamilien Portugals. Er hat Sandokan einst das Leben gerettet und ist zu seiner Rechten Hand geworden.
Eines Tages trifft Sir William Fitzgerald bei Brooke ein. Der junge Colonel ist ein Abgesandter Königin Viktorias und soll die Überführung der von der Ostindischen Handelskompanie kommerziell eroberten Gebiete Indiens und Malaysias ins britische Empire vorbereiten. Aus dem Handelsgebiet soll ein echtes Hoheitsgebiet der Krone werden, und Brooke soll die Speerspitze dieser Aktion sein. Zu diesem Zweck sollen die Piraten endgültig vernichtet werden. Fitzgerald lehnt Brookes Methoden zunächst ab, beteiligt sich aber bald selbst am Kampf gegen die Piraten. Kurz nach Fitzgeralds Ankunft werden Brookes Expansionspläne von Sandokan durchkreuzt. Sandokan befreit den Prinzen und dessen Schwester aus dem Kerker und bringt sie nach Mompracem. Dort wird ihm Kapitän van Doren vorgeführt, der Kommandant eines von Yanez aufgebrachten holländischen Frachtschiffes. Van Doren hat sich tapfer geschlagen. Sandokan schenkt ihm das Leben und einen goldenen Armreif. Zur Beute gehört neben wertvollen Waren und Waffen auch ein Harmonium, das für die »Perle von Labuan« bestimmt war. Unter diesem Namen ist Marianna Guillonk bekannt, die schöne Nichte eines in Labuan ansässigen Lords der Handelskompanie.
Brooke holt zum Gegenschlag aus. Er dreht Koa um, einen Gefolgsmann Sandokans, der ihm in die Hände gefallen ist. Koa kehrt nach Mompracem zurück und behauptet, er habe gesehen, dass die Lagerhäuser der Handelskompanie in Labuan vor Waren überquellen, aber kaum bewacht sind. Diese Gelegenheit will sich Sandokan nicht entgehen lassen. Mit nur einem Schiff macht er sich auf den Weg nach Labuan. Unterwegs kommt es zum Zusammentreffen mit einer chinesischen Dschunke, die in Seenot zu sein scheint. In Wahrheit steckt das Schiff voller Soldaten unter Fitzgeralds Kommando. Sandokan wittert den Braten. Die Dschunke wird gerammt und geentert. Sandokan gewinnt zunächst die Oberhand, wird im Kampf aber von Koa niedergeschossen und anschließend von einer ganzen Salve getroffen. Er stürzt ins Meer und versinkt, bevor Fitzgerald ihn zu Gesicht bekommt. Die führungslosen und verzweifelten Piraten werden erschossen. Koa tötet sich selbst. Sandokans Schiff wird von den Soldaten übernommen. Die Dschunke wird versenkt.

### Der fremde Prinz
Fast bedauert Brooke den Tod seines schlimmsten Widersachers, doch Sandokan hat überlebt. Er wird in Labuan an Land gespült. Daro, ein taubstummer Diener Lord Guillonks, findet den im Sterben liegenden Mann. Sandokan wird in Guillonks Anwesen behandelt und von Marianna aufopferungsvoll gesund gepflegt. Da Sandokan einen wertvollen Siegelring trägt, hält man ihn für einen Prinzen. Er gibt sich als Bruder des Sultans von Shaja aus, als er wieder genesen ist, und wird deshalb sehr zuvorkommend behandelt. Er behauptet, sein Schiff sei von Piraten überfallen worden. Nur Daro und Kapitän van Doren kennen die Wahrheit. Ersterer schweigt sowieso, letzterer spielt mit, als er Sandokan vorgestellt wird, denn er hat dem Piraten sein Leben zu verdanken. Marianna interessiert sich sehr für Malaysia. Sie versucht Kultur und Religion der Ureinwohner zu verstehen und betrachtet sie (anders als die meisten ihrer Landsleute) nicht als Wilde. Von ihrer Freundin Lady Lucy Mallory wird sie in diesem Bestreben unterstützt.
Sandokan könnte unbemerkt fliehen, aber er hat sich in Marianna verliebt und bleibt, obwohl er damit ein erhebliches Risiko eingeht. Aus Anlass von Mariannas achtzehntem Geburtstag veranstaltet Lord Guillonk ein großes Fest. Zum Missvergnügen ihres Onkels kleidet sich Marianna in ein landestypisches Gewand. Lord Guillonk würde seine Nichte gern mit Fitzgerald verkuppeln. Die beiden jungen Leute haben sich schon in England kennengelernt. Am nächsten Tag findet eine Tigerjagd statt. Der junge Jäger Tremal Naik soll den Menschenfresser aufstöbern. Sandokan und Marianna gestehen sich ihre Liebe. Um seine Gefühle zu beweisen, will Sandokan den Tiger für Marianna erlegen.
Währenddessen kommen Yanez und drei Begleiter nach Labuan, um nach Sandokan zu suchen. Sie verkleiden sich als Sepoys.

### Tigerjagd
Tremal Naik tötet den Tiger, aber es ist noch ein zweites Tier in der Nähe. Sandokan stellt sich der Bestie nur mit dem Messer bewaffnet entgegen. Jetzt weiß Tremal Naik, mit wem er es zu tun hat, denn niemand außer ihm selbst und Sandokan würde so etwas wagen. Der Tiger greift Marianna an, die Sandokan gefolgt ist. Im letzten Moment bezwingt Sandokan das Tier mit einem gewagten Sprung, wobei er seinen Kampfschrei ausstößt. Damit verrät er sich, denn Fitzgerald, der inzwischen hinzugekommen ist, kennt diesen Schrei vom Kampf auf der Dschunke. Sandokan wird umstellt, kann aber mit der Hilfe Tremal Naiks und des in Wahrheit nicht taubstummen Dieners Daro fliehen. Ein Mädchen aus Daros Dorf bringt Sandokan zu einem Strand, an dem Yanez und die anderen Männer warten.
Einige Zeit später kehrt Sandokan nach Labuan zurück. Inzwischen hat Fitzgerald Marianna einen Heiratsantrag gemacht. Mariannas Gefühle haben sich jedoch gewandelt, sie liebt Sandokan. Sandokan und seine Kämpfer überfallen Mariannas Eskorte bei einem Ausritt. Obwohl Marianna entsetzt von Sandokans Brutalität ist, folgt sie ihm auf sein Schiff. Yanez und einige Männer lenken Fitzgerald ab, der sich mit einem Reitertrupp und Jagdhunden auf Sandokans Spur gesetzt hat. Doch inzwischen ist auch Brooke in der Gegend eingetroffen. Ihm wurde ein modernes dampfbetriebenes Kampfschiff zur Verfügung gestellt. Am Morgen nach Sandokans und Mariannas »Hochzeitsnacht« kommt es zur Konfrontation. Sandokan, der früher nur aus Hass gekämpft hat und dem sein eigenes Leben gleichgültig war, lässt sich auf Verhandlungen ein. Der Tiger ergibt sich, um Marianna zu retten.

### Das Opfer
Sandokan ist Brookes Gefangener und soll in Sarawak öffentlich hingerichtet werden. So will Brooke den Mythos des Tigers von Malaysia zerstören. Marianna ist verzweifelt, doch Sandokan kann sie beruhigen. Er hat sich nicht ohne Plan in Brookes Gewalt begeben. Mit einem Pulver, das in seinem Ring versteckt ist, täuscht Sandokan den eigenen Tod vor. Nach genau drei Stunden, so schärft er Marianna ein, muss seine »Leiche« dem Meer übergeben werden, denn dann wird er wieder erwachen. Nachdem der Bordarzt Sandokans Tod festgestellt hat, nimmt Marianna dem Kapitän des Kampfschiffes das Versprechen ab, dass Sandokan auf See bestattet wird. Der Kapitän setzt dies gegen Brookes Willen durch. Marianna sorgt dafür, dass die Seebestattung zum genau richtigen Zeitpunkt erfolgt. Sie steckt ihrem Geliebten noch ein Messer zu. So kann sich Sandokan unter Wasser befreien, als er zu sich kommt. Yanez holt seinen Freund wenig später aus dem Meer.
Marianna wird nach Labuan gebracht. Dort trifft einige Zeit später der reiche schottische Händler Sir Anthony Welker ein, um ein lukratives Geschäft mit Mariannas Onkel abzuschließen. Marianna erkennt den Mann sofort: Es ist Yanez! Er hat den Auftrag, Mariannas Entführung vorzubereiten. Die Zeit drängt, denn Lord Guillonk hat entschieden, dass seine Nichte demnächst nach England zurückkehren soll. Auch Brooke ist bei Lord Guillonk zu Gast. Als ein Unbekannter in der Nacht drei Gefolgsmänner Sandokans befreit, die den Sepoys in die Hände gefallen sind, schöpft Brooke Verdacht. Während Marianna von Fitzgerald zum Hafen eskortiert wird, verabreicht Brooke »Sir Anthony« eine Droge und erfährt die Wahrheit. Er schlägt seinem Gefangenen einen Seitenwechsel vor, doch Yanez verrät Sandokan nicht, obwohl er damit sein eigenes Todesurteil unterzeichnet.

### Der Verrat
Sandokan fängt Mariannas Transport ab. Die Wachen werden niedergemetzelt. Fitzgerald will Marianna erschießen, um ihr das Schicksal zu ersparen, in die Hände der Piraten zu fallen. Sie gesteht ihm, dass sie Sandokan liebt. Daraufhin weigert er sich zu fliehen, als Sandokan ihm die Gelegenheit dazu gibt. Er greift den Tiger an und wird von ihm getötet. Brooke folgt dem Transport und geht in eine Falle. Sandokan und seine Leute haben sich als Sepoys verkleidet, sie überrumpeln Brookes Soldaten. Nun soll Brooke gehängt werden, doch dasselbe Schicksal droht Yanez, falls Brooke nicht zurückkehrt. Somit müssen die Gefangenen ausgetauscht werden. Sobald Yanez frei ist, erklärt er Sandokan und Marianna in seiner Eigenschaft als Schiffskapitän zu Mann und Frau. Die Hochzeit wird auf Mompracem gefeiert. Dem Liebesglück steht nun scheinbar nichts mehr im Wege.
Im folgenden Jahr entwickelt sich Mompracem vom Piratennest zu einem Hort des Friedens. Marianna gibt den Kindern Unterricht und wird von allen vergöttert. Die Bevölkerung wächst stetig; Flüchtlinge von anderen Inseln unterstellen sich Sandokans Schutz. Brooke und Guillonk, für den Marianna nicht mehr existiert, beobachten diese Entwicklung mit Besorgnis. Ein Symbol der Freiheit wie Mompracem könnte der Anstoß für eine offene Rebellion gegen die britische Herrschaft sein. Guillonk glaubt, dass sich das Problem bald von selbst lösen wird. Eines Tages trifft Batu, der Radscha von Mati, auf Mompracem ein. Er gibt vor, ein Bündnis mit Sandokan schließen zu wollen. In Wahrheit will er Mompracem vernichten, um selbst die Macht zu übernehmen. Er vergiftet einen Brunnen mit Cholerabazillen. Dabei wird Batu zwar beobachtet, aber als er von dem Wasser trinkt und nicht stirbt, wird der Brunnen freigegeben. Erst am nächsten Tag versucht Batu sich selbst zu töten, um nicht an der Cholera zugrunde zu gehen. Als Sandokan die Wahrheit erfährt, ist es schon zu spät. Viele Inselbewohner werden krank. Trotz Mariannas Pflege und radikaler Vorsichtsmaßnahmen breitet sich die Krankheit schnell aus. Hilflos muss Sandokan mit ansehen, wie Mompracem einem Feind unterliegt, gegen den man nicht kämpfen kann.

### Die Schlacht
Juni 1852: Die Bevölkerung Mompracems ist auf etwa 50 Personen geschrumpft. Als keine neuen Krankheitsfälle mehr auftreten, wird der Neuaufbau der aus Hygienegründen niedergebrannten Hütten in Angriff genommen. Da die Insel kaum noch verteidigt werden kann, haben Brookes Truppen leichtes Spiel. Assassinen schalten die Wachen aus, reguläre Truppen setzen nach. Dajaken-Kopfjäger folgen. Sie metzeln selbst Frauen und Kinder nieder. Sandokan, Yanez und ihre Gefolgsleute kämpfen verzweifelt, sind aber hoffnungslos unterlegen. Sie müssen in den Dschungel fliehen und wollen versuchen, sich zum Nordufer der Insel durchzuschlagen, wo ein Schiff vor Anker liegt. Unterwegs werden sie mehrmals angegriffen. Dabei wird Marianna getötet. Yanez wird angeschossen. Sandokan nimmt sich die Zeit, seine Frau zu bestatten. Selbst Brooke erweist ihr die letzte Ehre, als er wenig später an der Grabstelle eintrifft. Letztlich erreichen nur Sandokan, Yanez und drei Kämpfer die Nordküste und entkommen mit dem kleinen Schiff. Sie haben keine Nahrungsmittelvorräte und nur einen Eimer mit frischem Wasser. Alle erreichbaren Küsten sind von Feinden besetzt. Seit Mariannas Tod ist Sandokan am Boden zerstört. Nach einem Tag und einer Nacht auf See werden Segel gesichtet. Kapitän des Schiffes ist Sandokans alter Freund Daro. Er hat vom Untergang Mompracems gehört und will helfen. Ihm folgen hundert Boote, deren Besatzungen sich Sandokan ebenfalls anschließen wollen. Sandokan schöpft neuen Mut. Er hat eine Botschaft für England: »Der Tiger lebt noch!«

## Fortsetzungen und weitere Verfilmungen
1977 kam der Film La tigre è ancora viva: Sandokan alla riscossa! heraus. Er stellt den Nachfolgefilm der Miniserie dar, die mit sehr großem Erfolg in Italien und in Deutschland lief. Dieser Film kam allerdings nie ins deutsche Fernsehen.
1996 folgten die weitere Miniserie Die Rückkehr des Sandokan und 1998 der Ableger Der Sohn des Sandokan, beide jeweils mit Kabir Bedi.
Es gibt zahlreiche weitere Verfilmungen, z. B. mit Steve Reeves oder Ray Danton in der Hauptrolle. Auch animierte Fassungen liegen vor.